# Contea di Weddin
La contea di Weddin è una Local Government Area che si trova nel Nuovo Galles del Sud. Essa si estende su una superficie di 3.410 chilometri quadrati e ha una popolazione di 3.780 abitanti. La sede del consiglio si trova a Grenfell.